# مگس‌گیر حناتاب
مگس‌گیر حناتاب (نام علمی: Myiophobus rufescens) گونه‌ای از پرندگان از تیرهٔ ژیان‌مرغان است که در غرب پرو و شمال شیلی یافت می‌شود. زیستگاه طبیعی آن جنگل‌های کوهستانی نمناک نیمه‌گرمسیری یا گرمسیری است.